# 黄胸裸鼻雀
，是雀形目唐纳雀科的一种鸟类，属于单型的黄胸裸鼻雀属（学名：Pipraeidea）。
黄胸裸鼻雀体重约21克，翼长约80.1毫米，喙宽度约4.8毫米，喙厚度约5毫米，嘴峰长约12.6毫米，跗蹠长约17.9毫米，尾长约57.8毫米。
黄胸裸鼻雀具有部分的迁徙性，栖息在森林，它们是植食性动物。

## 亚种
- P. m. venezuelensis，分布在哥伦比亚、委内瑞拉和阿根廷西北部。
- P. m. melanonota，分布在巴拉圭东部至巴西东南部、乌拉圭和阿根廷东北部。[4]